# Profanum
Profanum este cuvântul latin pentru „profan”. Distincția dintre sacru și profan a fost considerată de Émile Durkheim ca fiind elementul central care stă la baza religiei umane.

## Sacru/profan
Lumea profană constă din tot ceea ce se poate cunoaște prin simțuri; este lumea naturală pe care omul o experimentează zi de zi și o înțelege sau cel puțin o cunoaște - Lebenswelt sau lumea vie.
În schimb, sacrul, sau sacrum în latină, cuprinde tot ceea ce există dincolo de lumea naturală, pe care omul o experimentează zi de zi prin simțurile sale. Ca atare, sacrul poate inspira sentimente de evlavie, deoarece este considerat necunoscut și imposibil de perceput și înțeles cu puterile limitate ale omului. Durkheim a subliniat însă că există mai multe grade de sacralitate, astfel că, de exemplu, o amuletă poate fi un obiect sacru, dar puțin respectat.

## Treceri
Riturile de trecere reprezintă evoluția de la starea profană la starea sacră sau din nou la profanum.
Religia este organizată în principal în jurul elementelor sacre ale vieții umane și oferă colectivităților umane ocazia  de a elimina decalajul dintre sacru și profan.

## Avansul profanului
Apariția iluminismului și modernizarea tehnico-economică au dus la secularizarea culturii în ultimele secole - o extindere a profanului în dauna sacrului. Perspectiva globală predominantă în secolul al XXI-lea este, prin urmare, empirică, perceptibilă prin simțuri, contractuală, lumească - pe scurt profană.
Carl Jung a exprimat același gând într-un mod mai subiectiv atunci când a scris că „știu - și aici exprim ceea ce știu nenumărați oameni - că timpul prezent este timpul dispariției și morții lui Dumnezeu”.

## Contrareacția
Avansul profanului în societatea modernă a determinat apariția mai multor contramișcări, care încearcă să limiteze întinderea profanului. Contramodernismul și-a propus să readucă mitul și simțul sacrului în realitatea seculară - Wallace Stevens s-a adresat unei mari părți a acestei contramișcări atunci când a scris că „dacă nimic nu era divin, atunci toate lucrurile erau lumea însăși”.
Fundamentalismul - creștin, musulman sau altul - încearcă să contracareze secularizarea societății și să combată avansul profanului prin întoarcerea la lectura scrierilor sacre.
Psihologia și-a propus să protejeze limitele sinelui individual de intruziunea profană, stabilind spații rituale pentru activitățile lăuntrice pentru a combate pierderea vieții private în epoca postmodernă.

## Exemple culturale
Seamus Heaney a afirmat că „desacralizarea spațiului este ceva ce generația mea a experimentat-o în toate felurile”.